# Gerard z Clairvaux
nezaměňovat s svatý Gerard z Clairvaux
Gerard z Clairvaux (před r. 1120, Itálie – 8. března 1177, klášter Igny, Francie) byl francouzský cisterciácký opat italského původu. Římskokatolická církev jej uctívá jako blahoslaveného. Je považován za prvního cisterciáka, který zemřel mučednickou smrtí.

## Život
V mládí vstoupil do cisterciáckého opatství Fossa Nuova, kde se později stal opatem. V roce 1170 se stal opatem v Clairvaux. V roce 1177 vizitoval klášter v Igny, kde tehdy byla velmi uvolněná kázeň. Když Gerard žádal nápravu, a trval na ní, byl jedním z místních mnichů zavražděn.

## Posmrtná úcta
Spis Exordium magnum Cisterciense, sepsaný Konrádem z Eberbachu jen několik desetiletí po Gerardově smrti, uvádí jej již jako mučedníka. Vedle toho je zachováno svědectví Petra Monocula, který byl v době Gerardova zavraždění opatem v Igny, který měl během requiem za Gerarda vidění, ve kterém jej spatřil ve společnosti sv. Bernarda v nebeské slávě. V roce 1702 papež Klement XI. schválil Gerardovo liturgické uctívání v rámci cisterciáckého řádu.